# Cyberia (jeu vidéo)
Ne doit pas être confondu avec Syberia.
Cyberia est un jeu vidéo d'action-aventure développé par Xatrix Entertainment et édité par Interplay Entertainment, sorti en 1994 sur DOS, FM Towns, 3DO et PlayStation.

## Accueil
- IGN : 6/10 (PS1)[1]